# Аустро-Дајмлер оклопна кола
Оклопна кола Аустро-Даимлер (нем. Austro-Daimler Panzerwagen) била су аустроугарски оклопни аутомобил из периода пре Првог светског рата.

## Историја
Прва модерна оклопна кола на свету, Аустро-Даимлер понуђен је Немачкој и Аустроугарској војсци 1905-1906, али је одбијен због традиционалних схватања о улози коњице пре Првог светског рата. Тако ова возила, далеко испред свог времена, никад нису примењена у борби.

## Карактеристике
Аустро-Даимлер имао је погон на сва 4 точка (што му је давало покретљивост ван друма), потпуно оклопљен труп и покретну куполу (360 степени) наоружану митраљезом. Трочлану посаду чинили су возач, командир и митраљезац.